# Alternaria alstroemeriae
Alternaria alstroemeriae är en svampart som beskrevs av E.G. Simmons & C.F. Hill 2007. Alternaria alstroemeriae ingår i släktet Alternaria och familjen Pleosporaceae.   Inga underarter finns listade i Catalogue of Life.